# Пинтя Герман Васильович
Герман Васильович Пинтя (рум. Gherman Pântea) (13 травня 1894, Зейкань, Бессарабська губернія — 3 лютого 1968, Бухарест) — державний службовець і політичний діяч на Російській імперії та Румунії, Одеський міський голова під час окупації міста румунськими військами.

## Життєпис

### Перші роки
Більша частина життя залишається таємницею, недоступною для дослідників, і, за словами історика Йона Констянтина:
в його житті постійно перетинаються міф та реальність.

Герман Пинтя народився 13 травня 1894, в північному бессарабському селі Зейкань у багатодітній сім'ї адвоката Василя Пинті і його дружини Йоанни. Сім'я була православною і Герман був парафіянином Румунської православної церкви до кінця життя. Хлопчик насилу пристосовувався до вимог життя в тодішній Російській імперії, насилу вивчав російську мову, хоча відзначився старанністю і закінчив початкову школу із золотою медаллю. Закінчив середню школу в Глодянах, перед від'їздом до Білгорода-Дністровського, де теж навчався і став свідком початку Першої світової війни. Пинтя часто приїздив до Одеси, яка зачарувала його до кінця свого життя.
У червні 1915 року, після закінчення навчання, Германа узяли в російську імператорську армію, і він переїхав до Києва, де почав навчання в юнкерській школі. Після її закінчення знову відбув в Одесу, де бесарабський офіцер Емануіл Кателлі давав уроки румунської мови для російських офіцерів, який для Германа згодом став близьким другом. Після закінчення школи юнкерів, молодий підпоручик був відправлений у Румунський фронт, для роботи як перекладач між російською армією та румунськими військовими і боротьби з німецькою армією, в результаті чого двічі отримав Орден Святого Георгія.

Коли в Росії почалася Лютнева революція, Пинтя сховався зі своїми людьми недалеко від міста Роман.Як він потім писав:
…події, що відбувалися, були тривожними для бесарабських румунів на чужині, настав час визначення сторін…
Під час володарювання тимчасового уряду, Герман став командувачем дев'ятої червоної армії і організував бесарабських солдатів в єдиний політичний орган, подібні дії виконували і інші румунські офіцери по східних кордонах Бессарабії: Антон Цріхан, Костянтин Осояну, Іон Паскалюта, Андрій Скобіоала та на інших територіях: Херсонщина (Елефтерій Сініцліу) та Криму (Григорій Турцуман).
Герман Васильович був одним з ініціаторів створення Молдовського військово-політичного блоку, який би підтримав національний рух і отримав контроль над Кишинівом. У цей же час виникли суперечки між підпоручиком Пинтею та внутрішніми фракціями Романа, які зажадали приєднатися до соціальної революції. Він також боровся з нападами комуністів та пред'являв територіальні претензії до Української Народної Республіки. Саме через Пинтю та Скобіоалу громадськість об'єдналася. У травні 1917 від імені романського керівництва, Пинтя виїхав до Одеси, де він зв'язався зі східними однодумцями. У той час, в Одесі бесарабці сформувалися в військовий підрозділ, так звану «Молдовську когорту», яка повинна була кинути виклик радянському Кишиніву.

## Подальше життя
У 1917–1918 роках входив до Сфатул Церію та був військовим міністром Молдовської Демократичної Республіки. У роки німецько-радянської війни був міським головою Одеси. В період перебування Пинті на цій посаді головною його заслугою було те, що йому вдалося швидко налагодити господарське життя Одеси. У жовтні 1942 р. після річної перерви був знову відкритий Одеський університет. Серед курйозних розпоряджень Пинті згадують про його спроби законодавчим порядком заборонити лузати насіння на вулицях Одеси.
Пинтя врятував від гітлерівців родичів маршала Тимошенка. Можливо, за це після війни був виправданий радянським судом і виїхав до Румунії. Згодом його ще раз судили за звинуваченнями в участі в злочинах проти людяності під час Другої світової війни, але також виправдали. 
1967 року помер за загадкових обставин.

## Вшанування
Іменем Германа Пинті названа вулиця в Кишиневі.